# O Auto da Compadecida (filme)
O Auto da Compadecida é um filme brasileiro de comédia dramática, lançado em 2000, dirigido por Guel Arraes, com roteiro de Adriana Falcão, João Falcão e do próprio Arraes, e baseado na peça teatral Auto da Compadecida de 1955 de Ariano Suassuna, com elementos de O Santo e a Porca, Torturas de um Coração e A pena e a Lei, ambas do mesmo autor, além de influências de Decamerão, clássico de Giovanni Boccaccio. O filme é estrelado por Matheus Nachtergaele e Selton Mello, com Marco Nanini, Rogério Cardoso, Diogo Vilela, Denise Fraga, Luís Melo, Lima Duarte e Fernanda Montenegro nos demais papéis principais. 
Trata-se de uma adaptação de formato da minissérie homônima, lançada em 1999 pela TV Globo. Durante o Grande Prêmio do Cinema Brasileiro, evento criado pelo Ministério da Cultura, o filme recebeu as premiações de melhor diretor, melhor roteiro, melhor lançamento e melhor ator. Foi visto por mais de dois milhões de espectadores, sendo o filme brasileiro de maior bilheteria de 2000.
As filmagens da obra foram feitas em 1999, na cidade de Cabaceiras, Sertão do Cariri Paraibano, palco de vários outros filmes brasileiros, com parceria de produção entre a Globo Filmes e a Lereby Produções. Estreou em 15 de setembro de 2000, no Brasil, e foi exibido em outros países em eventos de cinema e em mídia para distribuição. Nos Estados Unidos, o filme foi renomeado como A Dog's Will ("Testamento de um cachorro"). Foi recebido com críticas positivas na maioria dos países da América do Sul. Uma sequência, O Auto da Compadecida 2, foi lançado em dezembro de 2024.

## Enredo
No início dos anos 30, Chicó e João Grilo, dois pobres homens que vivem próximos da cidade de Taperoá, no Sertão da Paraíba, conseguem um emprego na padaria da cidade, onde moram o padeiro Eurico e sua esposa Dora, que vive sempre o traindo. Os patrões cuidam melhor de sua cachorra de estimação do que dos seus empregados, oferecendo comida estragada para Chicó e João Grilo e bife passado na manteiga para sua cachorra, causando constantes reclamações por parte de João.
Quando a cadela morre, Dora exige que João Grilo e Chicó peçam ao padre da cidade que benza sua cachorra antes do enterro. O padre não concorda e João Grilo, esperto e embromador, alega que a cachorra é do temido Major Antônio Morais e, então, o padre aceita; para conseguir que o padre realizasse o enterro em latim, João Grilo também diz que a cachorrinha era uma cristã devota e que deixara em testamento de dez contos de réis para a igreja. O padre enfim realiza o enterro para cachorra e quando todos voltam à igreja encontram o bispo contrariado que logo se arrefece ao saber que a cachorrinha deixara sete contos de réis para a paróquia, ou seja, sob sua responsabilidade e três contos de réis para a igreja.
Chicó apaixona-se pela filha de Major Antônio Morais, Rosinha, e junto com João Grilo engendram um plano para conseguir a autorização do major para a mão de sua filha a Chicó, desde que Chicó pague um dote de dez contos de réis. Em uma de suas armações, onde Chicó deveria parecer valente diante de todos, eles se encontram com o cangaceiro Severino que faz com que seu subordinado, o "Cabra", mate o padre, o bispo, Eurico e Dora. Na vez de João Grilo e Chicó, João Grilo engana Severino com uma suposta gaita mágica que ressuscita mortos e Severino, crente que visitaria Padre Cícero, ao qual é devoto, e depois voltaria, pede ao seu guarda que o mate. Cabra, vendo que seu chefe não voltava mesmo após tocar a gaita, mata João Grilo e foge.
João Grilo, Eurico, Dora, Severino, o padre e o bispo se encontram no Limbo para o julgamento final e, após uma discussão acirrada com o diabo, João Grilo realiza uma súplica e consegue a presença primeiro de Jesus Cristo e depois de sua mãe, Nossa Senhora, a Compadecida, para julgar os presentes. Severino é considerado insano e não responsável pelos seus atos, tendo surtado na infância após sua família ser morta por jagunços, e é mandado para o Céu, com seus crimes tendo sido "instrumento da providência divina". Eurico, Dora, o padre e o bispo se redimiram de seus pecados na hora de sua morte (Eurico perdoou Dora por suas tradições e pediu para morrer com a mesma bala dela,  enquanto o padre e o bispo perdoaram seu assassino), e João Grilo convence a dar a eles as vagas restantes no Purgatório. João Grilo aparenta não ter salvação, mas Nossa Senhora convence que por sua vida sofrida, ele merece uma segunda chance, levando-o a ser ressuscitado.
João Grilo volta à vida quando Chicó está prestes a enterrar seu corpo em um local do árido sertão. Chicó diz que tinha conseguido os dez contos de réis originalmente pagos pelo enterro dos mortos na igreja, mas então se lembra que prometeu que daria todo o dinheiro à Nossa Senhora se João Grilo voltasse e é forçado a doá-lo para a igreja. Eles prosseguem com o plano de fazer Chicó se casar com Rosinha na esperança que uma herança dela garantisse o dote, apenas para tal herança ter moedas antigas que não valem mais. O Major prepara para "arrancar seu couro"; Rosinha e João Grilo, porém, salvam Chicó dizendo que o contrato firmado anteriormente por Antônio Morais e Chicó não diz que uma gota de sangue deve ser derramada do couro de Chicó; Chicó e Rosinha fogem junto com João Grilo, deixando Morais enfurecido. 
Na estrada depois da fuga, Chicó, João Grilo e Rosinha encontram um pobre andarilho negro, similar ao Jesus visto no além-vida, perambulando pelo sertão que lhes pede comida; Rosinha separa um pedaço do bolo que levara consigo e dá para o homem, que agradece e vai embora. Rosinha conclui que Jesus "pode se disfarçar de mendigo para testar a bondade dos homens" e Chicó afirma que conheceu um homem que tinha visto um Jesus moreno parecido com o andarilho. Eles então vão embora pela estrada enquanto João Grilo toca sua gaita alegremente pelo caminho.

## Elenco
- Matheus Nachtergaele como João Grilo
- Selton Mello como Chicó
- Marco Nanini como Capitão Severino de Aracaju
- Denise Fraga como Dora
- Diogo Vilela como Eurico
- Rogério Cardoso como Padre João
- Lima Duarte como o Bispo
- Fernanda Montenegro como Nossa Senhora ("Compadecida")
- Maurício Gonçalves como Jesus Cristo / Emanuel
- Luís Melo como o Diabo
- Virginia Cavendish como Maria Rosa Noronha de Brito Morais (Rosinha)
- Paulo Goulart como Major Antônio Noronha de Brito Morais
- Enrique Diaz como Cangaceiro ("Cabra")
- Bruno Garcia como Vicentão
- Aramis Trindade como o Cabo Setenta

## Produção
O Auto da Compadecida nasceu originalmente como uma peça teatral escrita por Ariano Suassuna em 1955 e encenada pela primeira vez em 1956. Em 1999, foi adaptada como uma minissérie exibida pela TV Globo que continha mais tramas paralelas que acabaram por ser removidas do filme. Nessa época, o diretor Guel Arraes procurou Suassuna para que ele fizesse uma adaptação cinematográfica da peça, acrescentando cenas de outras de suas peças, O Santo e a Porca e Torturas de um Coração. O escritor disse: "Como são obras no mesmo estilo de O Auto, ou seja, com histórias populares, eu aceitei". O diretor foi mais além e incluiu influências de Decamerão, de Boccaccio, no filme.
Entre as passagens omitidas no filme estão o gato que "discome", na qual João Grilo e Chicó tentam enganar Dora apresentando-lhe um gato que evacuava moedas de prata; e a primeira invasão dos cangaceiros à cidade de Taperoá.

## Recepção

### Resposta de Suassuna
Os atores escolhidos pelo diretor agradaram Suassuna, que disse que Matheus Nachtergaele foi o melhor intérprete para João Grilo. Ele afirmou: "Sua atuação é impecável, pois consegue passar toda a esperteza do personagem, que luta contra o patriarcado rural, a burguesia urbana, a polícia, o cangaceiro, e até contra o diabo". Elogiando as demais atuações, Suassuna disse que a melhor atriz do filme foi Fernanda Montenegro, no papel de Nossa Senhora. "O rosto de Fernanda agora vai se juntar, na minha memória, ao de Socorro Raposo, a primeira atriz a interpretar o papel, no Recife, e que ainda hoje continua encenando, já somando oito anos ininterruptos", disse na época.

### Desempenho crítico e comercial
O filme tornou-se um grande sucesso comercial no Brasil, atraindo 2.157.166 pessoas nos cinemas (tornando-se o filme brasileiro mais visto no país do ano 2000) e arrecadando mais de onze milhões de reais nas bilheterias nacionais; o filme também obteve notável sucesso em alguns países da América do Sul como Argentina, Chile e Venezuela.[carece de fontes?]
No Rotten Tomatoes, o filme possui uma taxa de aprovação de 93%. Em 2015, o filme foi eleito pela ABRACCINE como um dos cem melhores filmes brasileiros de todos os tempos, ocupando a posição #63 de sua lista.

## Relançamentos

### Remasterização e reexibição nos cinemas
| |  |  |
| Comparações dos efeitos especiais na versão original (2000) e no relançamento do filme (2020); Na primeira imagem nota-se a diferença do design do céu ao fundo; já na segunda nota-se a diferença no design do inferno. |  |  |

No ano de 2019, em comemoração aos 20 anos de produção, o filme e os capítulos da minissérie foram remasterizados a partir das películas originais e ganharam cenas extras, além de ângulos de câmera diferenciados. Porém, a alteração mais significativa e que gerou insatisfação em grande parte dos fãs foi a mudança dos planos de fundo em chroma key na cena do julgamento. O inferno, ao invés de mostrar pessoas sofrendo em meio ao fogo, agora mostrava uma animação onde se destacavam caveiras dançando num loop considerado muito artificial, enquanto o Céu apresentava desenhos de anjos voando aleatoriamente. Apesar disso, essa foi a versão disponibilizada nos streamings vinculados à Globo, uma vez que o diretor Guel Arraes considerava os efeitos especiais da época "muito caídos".
Após ser feita uma parceria entre a Globo Filmes e a Cinemark, o filme foi reexibido nos cinemas do Brasil em junho de 2021, em homenagem ao cinema brasileiro.

### Blu-ray
Em 2023 foi lançada no Brasil a edição limitada do filme junto com a minissérie em blu-ray após uma parceria feita entre a Globo Filmes, TV Globo e a Versátil Home Vídeo. A edição foi lançada exclusivamente na loja virtual Versátil HV.

## Prêmios e indicações
O filme foi indicado para cinco categorias do Grande Prêmio do Cinema Brasileiro, vencendo o troféu de melhor roteiro, melhor diretor (Guel Arraes), melhor ator (Nachtergaele), melhor lançamento; O Auto da Compadecida foi indicado também na categoria de "melhor filme", mas perdeu o prêmio para Eu, Tu, Eles.
Grande Prêmio Cinema Brasil
| Prêmio                             | Venceu/Indicado |
| ---------------------------------- | --------------- |
| Melhor diretor (Guel Arraes)       | Venceu          |
| Melhor ator (Matheus Nachtergaele) | Venceu          |
| Melhor roteiro                     | Venceu          |
| Melhor lançamento                  | Venceu          |
| Melhor filme                       | Indicado        |

Cartagena Film Festival
| Prêmio       | Venceu/Indicado |
| ------------ | --------------- |
| Melhor filme | Indicado        |

Miami Brazilian Film Festival
| Prêmio                                | Venceu/Indicado |
| ------------------------------------- | --------------- |
| Prêmio da audiência (Guel Arraes)     | Venceu          |
| Melhor edição (Paulo Henrique Farias) | Indicado        |

Viña del Mar Film Festival
| Prêmio                             | Venceu/Indicado |
| ---------------------------------- | --------------- |
| Melhor ator (Matheus Nachtergaele) | Venceu          |